# Kokyar (Kargilik)
| Uigurische Bezeichnung          | Uigurische Bezeichnung |
| ------------------------------- | ---------------------- |
| Arabisch-Persisch (Kona Yeziⱪ): | كۆكيار                 |
| Lateinisch (Yengi Yeziⱪ):       | Kɵkyar                 |
| Kyrillisch (Sowjetunion):       | Көкяр                  |
| offizielle Schreibweise (VRCh): | Kokyar                 |
| andere Schreibweisen:           | Kök-yār                |
| Chinesische Bezeichnung         |                        |
| Kurzzeichen:                    | 柯克亚                 |
| Langzeichen:                    | 柯克亞                 |
| Umschrift in Pinyin:            | Kēkèyà                 |

Kokyar (柯克亚乡) ist eine Gemeinde im Kreis Kargilik des Regierungsbezirks Kaschgar des Uigurischen Autonomen Gebiets Xinjiang der Volksrepublik China. Die 1419 m über dem Meer befindliche Oase liegt etwa 50 km südlich des Regierungssitzes des Kreises Kargilik.
Die Gemeinde Kokyar hat eine Fläche von 460 km² und ca. 14.000 Einwohner, überwiegend Uiguren, die Uigurisch sprechen und Filz produzieren, der in ganz China bekannt ist. Der Sitz der Gemeinderegierung ist das Dorf Kokyar, eines von 17 Dörfern, aus denen sich die Gemeinde zusammensetzt.
In der etwa 2 km breiten und 8 km langen Oase, die das Dorf Kokyar umgibt, werden u. a. Maulbeeren, Aprikosen und Weizen angebaut.
Koykar war der erste Ort in der Taklamakan, den man nach der Überwindung der Winterroute des Karakorumpasses in Richtung Bazar Dara erreichte.

## Nachweise
- Hill, John E. (2009) Through the Jade Gate to Rome: A Study of the Silk Routes during the Later Han Dynasty, 1st to 2nd Centuries CE. BookSurge, Charleston, South Carolina. ISBN 978-1-4392-2134-1.
- Stein, M. Aurel (1912). Ruins of Desert Cathay: Personal narrative of explorations in Central Asia and westernmost China, 2 vols. Reprint: Delhi. Low Price Publications. 1990.
- Stein, M. Aurel (1921). Serindia: Detailed report of explorations in Central Asia and westernmost China, 5 vols. M. Aurel Stein. 1921. London. Oxford. Clarendon Press. Reprint: Delhi. Motilal Banarsidass. 1980.

Koordinaten: 36° 11′ N, 81° 21′ O